# Chrono Crusade
Chrono Crusade (クロノ クルセイド Kurono kuruseido?), känd som Chrno Crusade i Japan, Australien, Singapore och Tyskland, är en manga på åtta volymer skapad av den japanska mangakan Daisuke Moriyama. Ursprungligen publicerades mangan i november 1998 av Kadokawa Shoten i Monthly Dragon Magazine. Baserad på denna producerade GONZO Digimation en anime som sändes mellan 2003 och 2004 på Fuji TV. 
Handlingen utspelar sig under 1920-talet i USA då Rosette Christopher och hennes djävulska partner Chrno reser landet runt för att i Magdalena-ordens namn eliminera det stigande hotet från helvetets varelser och samtidigt leta efter Rosettes förlorade broder Joshua.

## Handling
På höjden av det glada 1920-talet är jazzen konung, billig sprit flödar fritt och pöbeln härskar över gatorna. Det är en tid av välstånd, lyx och dekadens, och klyftan mellan rik och fattig ökar ytterligare i spåren av första världskriget. Under en sådan tid av stora förändringar och uppror kommer de mörka ting som rör sig under människornas värld till ytan, och då är det upp till Magdalenaorden, i huvudsak dess energiska medlem Syster Rosette Christopher och hennes själsbundna partner Chrno, att kämpa mot hoten som allt oftare dyker upp spridda över USA. Men en skugga finns i både Rosette och Chrnos förflutna, vilket får dem att anstränga sig ytterligare i jakten på Rosettes förlorade broder Joshua, som togs ifrån henne av syndaren Aion, en djävul som delar ett mörkt och blodigt förflutet med Chrno och har som yttersta mål att störta både himmel och helvete.
Mangan och animen börjar identiskt, men halvvägs genom deras respektive handlingar utvecklas de mot två olika slut. Vissa karaktärer och deras roller i handlingen, bland annat Rosette och Aion, ändrades i filmatiseringen av mangan. En stor del av handlingen drivs av huvudkaraktärernas individuella bakgrunder och deras komplexa förhållanden.

## Ämnen
I en intervju med ADV Manga uttryckte Daisuke Moriyama sin egen åsikt om skillnaderna och likheterna mellan animen och mangan, varav en var deras ämnen. Moriyama kände att trots att bandet mellan Chrno och Rosette samt temat om tid som håller på att ta slut är identiska, så demonstreras de på olika sätt. Enligt Moriyama fokuserar animen mer på flödet av tid, öde och tillit medan mangan handlar mer om Rosettes individuella ideologi och hur hennes viljas potentiella styrka kan förändra hennes situation.

## Huvudkaraktärer
Alla karaktärer i Chrono Crusade är fiktiva karaktärer specifikt skapade för handlingen, med undantag för Maria Magdalena som är en version av den bibliska karaktären. Ett flertal av karaktärerna har givits namn vars betydelse är relaterad till deras roll i handlingen. Protagonistens efternamn ”Christopher” betyder ”Att bära Kristus inom sig” och hennes brors namn ”Joshua” är en anglifierad version av det hebreiska namnet för ”Jesus”.
Följande lista beskriver huvudkaraktärerna och deras roll i handlingen, främst ur animens perspektiv. Några av de viktigare skillnaderna mellan de två förklaras.
- Rosette Christopher: Protagonisten i Chrono Crusade. Rosette är en högt rankad exorcist i Magdalena-orden vars uppdrag är att förinta dödliga andar och djävlar. Hon arbetar tillsammans med djävulen Chrono, som hon ingick ett kontrakt med när hon var yngre, och bär på ett halsband som innehåller hennes kvarvarande livstid. Då hon öppnar klockan fäst vid detta halsband släpps Chronos fulla styrka lös, vilket samtidigt förkortar hennes liv. Detta är resultatet av deras kontrakt. Rosette är medveten om att hennes liv kommer att bli mycket kort och försöker därför att åstadkomma så mycket som möjligt under tiden hon har kvar. Tidigt i animen säger hon att hon inte kommer att leva till trettio års ålder. Hennes huvudsakliga motivation är att rädda hennes bror Joshua som tillfångatogs av Aion. Senare i serien avslöjas att Rosette är en reinkarnation av heliga Maria Magdalena, som också hade ingått ett kontrakt med Chrono vilket kostade henne livet.
- Chrono: Karaktären vars namn gav animen sin titel. Chrono är en djävul som tidigare var på Aions sida, men förändrades efter att ha mött och blivit förälskad i Maria Magdalena och blev en godhjärtad individ. Det sägs att han dödade 100 miljoner djävlar under Uppenbarelsekriget, men Aion tog Chronos horn och lämnade honom därmed kraftlös och med endast ett alternativ: att hitta en Contractor, en person villig att offra sin livstid för att låta honom återvända till sin sanna form och dra full nytta av sin styrka. Åratal efter Maria Magdalenas död blev Rosette Christopher hans Contractor. Chrono hyser stor kärlek till henne och riskerar sitt liv för henne vid ett flertal tillfällen.
- Joshua Christopher: Hoppets apostel och Rosettes yngre bror. Tidigare under deras barndom levde de tillsammans i ett hem för föräldralösa. Som en mycket sjuklig person togs han om hand av de andra, men hade samtidigt kraften att hela andra människors skador och sjukdomar, förutom hans egna. Att använda dessa krafter tärde mycket på honom. Mycket förbittrad över detta önskade han att bli starkare och inte behöva vara beroende av sin syster, vilket gjorde honom till ett lätt byte för Aions frestelser. Aion gav honom Chronos horn, vilka hade nackdelen att de förstärkte ljudet av andras tankar kring honom till det yttersta, något som nästan drev Joshua till vansinne. För att tysta detta ’oljud’ använde han krafterna han fick genom hornen till att frysa sin omgivning i ett stadium av stasis. Han återfick kontrollen över sina handlingar länge nog för att uppmana Rosette och Chrono att ge sig av innan de också drabbades. Alla hans samlade känslor av hjälplöshet och vrede förvandlade honom till en djävul, och till slut driven till vansinne av hornen föll han under Aions kontroll.
- Azmaria Hendric: Givmildhetens apostel och sångare av Vegas. Azmaria är en tolv år gammal tjej med förmågan att hela människor med hjälp av sin röst. Hon har en beundransvärd talang för att sjunga, och när hon sjunger med sitt hjärta använder hon sannerligen sina krafter då hennes änglavingar uppenbaras och all sorts skador läks. Hennes liv var fyllt av misär. Hon tillbringade en del av det i olika hem för föräldralösa samt i en liten grupp av musiker. Hon hade ett nära förhållande till dem, men de alla mördades och lämnade henne med känslor av skuld och sorg då hon trodde att de människor hon träffar döms att aldrig få vara lyckliga. Efter att ha mött Rosette och Chrono utvecklar hon en stark vänskap till dem och blir en medlem av Magdalena-orden för att hjälpa dem.
- Aion: En Sinner och djävul. Aion försöker att samla alla apostlar för att röra vid Astral Line och därmed fullfölja hans dröm om att förstöra Pandæmonium och orsaka världens återfödsel. Aion ger intrycket av att ha nobla intentioner, men är sannerligen ond. Aion försöker förmå människorna att sluta tro på gud och att gud är källan till alla problem och lidanden. Chrono lämnade honom därhän, men ett antal andra djävlar är fortfarande i hans följe. Han är den vars förintelse Magdalena-orden prioriterar högst. Han säger sig vara Alfa och Omega, början och slutet, och visar sig leva så länge hat finns bland mänskligheten.
- Ewan Remington: En minister i Magdalena-orden. Han arbetar som agent och vice-kommendant över dess lokala organisation i New York. Som en väldigt vänlig och omsorgsfull person, särskilt gentemot Rosette, agerar han beskyddare i många fall. Vissa saker skiljer honom mellan mangan och animen, däribland att han i mangan efter att ha blivit allvarligt skadad i ett slag tvingades att byta ut 40% av sin kropp mot legion. Trots att han ger intrycket av att vara en relativt ung man är han över femtio år gammal, bromsad av legion, som hotar att konsumera mer av honom om inte hans kropp revitaliseras av Astral Line. I animen däremot frågar Sister Kate honom vid ett tillfälle hur han lyckades ta sig från New York till San Francisco så snabbt, vilken han besvarar med orden ”Jag är en ängel.”
- Satella Harvenheit: En Jewel Summoner och prisjägare vars mål är att förinta djävlar. Hennes hat mot djävlar beror på att en hornlös djävul, som hon först tror ha varit Chrono men senare får veta var Aion, förstörde hennes hem, dödade hennes föräldrar och tillfångatog hennes syster. Hon reste till USA från Tyskland för att leta efter sin kvarvarande familj samt att hitta och döda den hornlösa djävulen. Rosette och Satella kommer inte överens till en början, då Rosette arbetar tillsammans med en djävul. Däremot fattar hon tycke för Azmaria då hon påminner henne om hennes barndom. Som en Jewel Summoner är Satella kapabel att använda magiska juveler för att kalla fram varierande spiritualistiska entiteter som slåss vid hennes sida.
- Kate Valentine: Kommendanten av Magdalena-ordens lokala grupp i New York. Hon är en medelålders kvinna med stark vilja som verkar malplacerad i ett krig mot djävlar. Men det finns mer bakom denna fasad av en stereotypt moderlig karaktär. Sister Kate är Rosettes chef och antagonist inom Magdalena-orden, vilken hon leder med en vilja av järn som ser till att gruppen fungerar problemlöst.

## Terminologi
Många av orden som används i Chrno Crusade påminner om ord inom den katolska kyrkan, men har andra definitioner.
- Apostel: En person som kan kalla på Astral Line och röra vid dess kraft. Sju apostlar existerar, en var från världens kontinenter. Apostlar har änglalika vingar med vilka de kan flyga när helst det behövs. Deras övernaturliga krafter är både en gåva och en förbannelse. Många giriga individer förföljer apostlarna för att dra nytta av deras krafter, på gott eller ont. Trots att dessa krafter gör gott har de negativa effekter på aposteln i fråga, till exempel Azmaria som förlorade sina föräldrar i första världskriget eller Joshua med sina kroniska sjukdomar.
- Astral Line: En flod av andlig energi, osynlig för det mänskliga ögat, som är källan till livet av alla levande varelser i universum. Även djävlar drar nytta av denna kraft genom sina horn.
- Contract: En pakt mellan en hornlös djävul och en människa. Då Astral Line också är källan till människors liv kan djävulen ta energi från en villig persons livstid.
- Djävul: Demon i mangan. Inte att förväxlas med de fallna änglar i bibeln som gjorde uppror mot gud. Monster som i huvudsak är fientligt inställa mot människor. Trots denna fientlighet är de inte fullständigt onda. De är inte odödliga och kan vara av antingen manligt eller kvinnligt kön. Djävlar har ett eget samhälle genomsyrat av förtryck och en struktur där rangordningen bestäms av rå styrka. Högt rankade djävlar såsom Aion och Chrno är snarlika människor i utseende och intelligens, förutom att de inte åldras och har extraordinära krafter baserade på Astral Lines energi. Alla djävlar är födda av Pandæmonium, djävulsdrottningen.
- Eden: Sinners högkvarter, ett flygande fort gömd bland molnen.
- Exorcist: En medlem av Magdalena-orden som bekämpar djävlar och andra odjur.
- Gaes: En magisk kraft använd av djävlar, en ren partikel av djävulsk kraft formad av energi från Astral Line. Högt rankade djävlar kan ibland ha unika gaes.
- Legion: Legion definierar två olika ting:
  1. De minsta, svagaste och lägst rankade djävlarna av Pandæmonium. Dessa ointelligenta, kollektivt tänkande varelser har möjligheten att sammanfoga sig själva till större individer.
  2. Djävlars celler. Varje djävul är uppbyggd av legion. Till skillnad från mänskliga celler kan legion läka och regenerera väldigt snabbt genom att absorbera astral energi genom djävulens horn eller en contractor. Trots att en djävul vanligtvis är sin legions mästare regleras dessa av Pandæmonium så att de inte växer utom kontroll. När Pandæmonium använder geas riktas det direkt mot legion, vilket gör det väldigt svårt att stå emot. Legion som skadas av Pandæmonium dör och kan inte regenerera sig självt.
- Livslängd: Syftar på tiden som en person kommer att vara vid liv i världen. Rosettes kontrakt med Chrno innebär att han kan använda sina krafter trots avsaknaden av horn, på bekostnad av hennes livslängd. Varje gång hon öppnar klockan fäst vid sitt halsband förkortas hennes liv avsevärt.
- Magdalena-orden: En religiös organisation som specialiserar sig på att bekämpa alla sorters odjur och utreder mystiska övernaturliga händelser. Det finns ett flertal lokalorganisationer i USA, varav de mest inflytelserika är de i New York och Chicago. Orden har också plikten att beskydda uppenbara helgon, såsom apostlarna, från onda personer som vill använda deras krafter för sina egna ambitioner. Vidare är orden en stark, teknologiskt avancerad organisation, vars medlemmar genomgår invecklad militär träning och utför många olika slags uppdrag.
- Militia: Den högsta rangen en exorcist i Magdalena-orden kan uppnå. Dessa medlemmar har ett flertal privilegier såsom att på egen hand utföra längre utredningar. Bland medlemmarna återfinns Ewan Remington, Jack Gilliam, Rosette Christopher, Feather, Storm, Leinbach, Leibler, Alc och Strauss.
- Minister: En manlig medlem av Magdalena-orden. Ministrar är kapabla till att använda alla slags vapen, men är experter inom närstrid.
- Pandæmonium: Djävulsdrottningen, alla djävlars moder. Pandæmonium finns i två former; Pandæmoniums kärna som reglerar djävlarnas utopi, samt den exkretionariska enheten som ’föder’ alla djävlar. Alternativt är det även namnet av djävlarnas samhälle som ligger gömt djupt under ytan och är namngett efter djävulsdrottningen.
- Profetian av Fatima: Tre profetior uppenbarade till fåraherdar av Jungfru Maria. Den första förutsåg att första världskriget skulle vara över snart, den andra förutsåg att andra världskriget skulle börja inom tjugo år och den tredje, som Vatikanstaten offentliggjorde år 2000, förutsåg mordförsöket på påve Johannes Paulus II år 1982.
- Pursuer: En djävul som har i uppdrag att jaga Sinners. Alla djävlar lojala mot Pandæmonium är potentiella Pursuers.
- Sinner: En djävul som har bedragit Pandæmonium, djävlarnas samhälle. De planerade att fly från Pandæmonium, men möttes av en armé och i det efterföljande slaget dog ett otal djävlar, både Pursuers och Sinners. Endast sex Sinners är fortfarande vid liv när serien tar vid, Aion, Chrno, Genai, Rizelle, Shader och Viede.
- Sister: En kvinnlig medlem av Magdalena-orden. Dessa nunnor är kapabla till att använda diverse handeldvapen och krucifix-barriärer.
- Själ: En annan beteckning för en persons livstid.

## Röstskådespelare
- Aion - Kazuhiko Inoue / Andy McAvin
- Azmaria Hendric - Saeko Chiba / Jessica Boone
- Chrono - Akira Ishida / Greg Ayres
- Edward "Elder" Hamilton - Tomomichi Nishimura / John Swasey
- Ewan Remington - Sho Hayami / Jason Douglas
- Fiore - Natsuko Kuwatani / Monica Rial
- Joshua Christopher - Junko Minagawa / Chris Patton
- Kate Valentine - Yoshiko Sakakibara / Laura Chapmam
- Rosette Christopher - Tomoko Kawakami / Hilary Haag
- Satella Harvenheit - Michiko Neya / Tiffany Grant
- Sister Anna - Yuki Masuda / Mandy Clark
- Sister Claire - Noriko Rikimaru / Sasha Paysinger
- Sister Mary - Ema Kogure / Michelle Maulsby

## Roman
Romanen "Tsubasa yo, are ga tamashii no akari da" (翼よ、あれが魂) - "Vingar, de är själens ljus”, är baserad på Chrono Crusade och publicerades den 20 april 2004. Den är skriven av Tominaga Hiroshi och illustrerad av Miyazawa Hiroshi.

## Musik
Intro:
"Tsubasa wa Pleasure Line" av Minami Kuribayashi.
Outro:
"Sayonara Solitia" av Saeko Chiba. Komponerad av Yuki Kajiura.

## Övrigt
- Det är inte fullständigt klart varför seriens namn i Japan är Chrno Crusade. Den allmänna uppfattningen är att namnet ändrades för att inte förväxlas med det populära spelet Chrono Trigger och dess uppföljare Chrono Cross. En annan förklaring ges i Anime News Network "Hey, Answerman!"-kolumn den fjärde november år 2005, då "Answerman" Zac Bertschy skriver att det var ett simpelt misstag.[2] Dessutom citerade ANN:s ägare Christopher Macdonald sitt möte med Daisuke Moriyama på Anime Boston 2005 att det var ett misstag genom produktionsfel.[3] Båda förklaringar har tvivelaktig trovärdighet och källhänvisning, men håller samtidigt med om att "Chrono" var den tänkta stavningen.
- ADV gjorde ingående efterforskningar för att bibehålla korrekt slang som användes på 1920-talet. Ett ord, bimbo, förklaras att ha betytt stark man på 1920-talets engelska, gentemot dess nuvarande betydelse av en ointelligent kvinnlig person.[4]
- Rosette och Chrnos engelska röstskådespelare var nära att förlora sina röster ett antal gånger på grund av karaktärernas energiska meningsutbyten.[4]
- Medan Rosette använder varianter av vapen som faktiskt existerade, såsom Mauser C96, är en välkänd anakronism i serien att hon vid ett tillfälle under år 1923 bär på ett Thompson maskingevär, två år innan det egentligen introducerades.
- Den ursprungliga hemsidan Chrno.com försvann två år efter att animen slutade och har aldrig återskapats.
- Många av händelserna i Chrno Crusade är baserade på profetior i Uppenbarelseboken.
- Joshua är den gammellatinska stavningen av Jesus.